# Gouden pieper
De gouden pieper (Tmetothylacus tenellus) is een zangvogel uit de familie Motacillidae (piepers en kwikstaarten).

## Verspreiding en leefgebied
Deze soort is endemisch van zuidoostelijk Soedan tot Ethiopië, Somalië, Kenia en noordelijk Tanzania.